# 1631

## أحداث
- تأسيس مدينة بابنبورغ وتقع حاليا في ألمانيا.
- تأسيس مدينة كوتا، راجستان وتقع حاليا في الهند.

ثورة بركان فيزوف في بومبي بإيطاليا أدى إلى مقتل أكثر من 40 ألف شخص.

## مواليد
- أبو علي اليوسي.
- الرشيد بن علي الشريف
- جون درايدن